# Sons of Tucson
Les Gamins de Tucson (Sons of Tucson) est une série télévisée américaine en treize épisodes de 22 minutes créée par Greg Bratman et Tommy Dewey et diffusée entre le 14 mars 2010 et le 1er août 2010 sur le réseau Fox.
En Belgique, la série est diffusée depuis le 5 janvier 2013 sur Club RTL mais reste inédite dans les autres pays francophones.

## Synopsis
Alors que leur père est en prison et pour éviter une séparation en famille d'accueil, trois frères qui n'ont pas de mère engagent Ron Snuffkin, un raté irresponsable, pour se faire passer pour leur père.

## Distribution

### Acteurs principaux
- Tyler Labine (VF : Emmanuel Gradi) : Ron Snuffkin
- Frank Dolce (en) (VF : Tom Trouffier): Gary Gunderson
- Matthew Levy (VF : Robin Trouffier) : Brandon Gunderson
- Benjamin Stockham (en) (VF : Sophie Froissard) : Robby Gunderson

### Acteurs secondaires
- Joe Lo Truglio (VF : Michel Mella) : Glenn
- Sarayu Rao (VF : Annabelle Roux) : Angela
- Michael Horse (VF : Patrice Keller) : Mike Proudfoot
- Natalie Martinez : Maggie Morales
- Edwin H. Bravo : Joker

- Version française :
  - Société de doublage : Synchro France[2]
  - Direction artistique : Catherine Lafond[2]

Source VF : Doublage Séries Database

### Invités
La série a accueilli beaucoup d'invités parmi lesquelles :
- Alex Breckenridge
- Jake Busey
- Stephanie Courtney (en)
- Kurt Fuller
- David Lambert
- Keegan-Michael Key
- Michael Kostroff
- Sydney Park
- Stefanie Scott
- Brianne Tju
- Stacey Travis
- Andrew Walker
- Nikki Ziering
- Hailee Steinfeld
- Justin Berfield (producteur de la série)

## Épisodes
1. L'Embauche (Pilot)
2. Les Cambrioleurs (The Break In)
3. Le Fiston (Golden Ticket)
4. L'Album de famille (Family Album)
5. La Varicelle (Dog Days of Tucson)
6. Le Débat (Kisses and Beads)
7. La Fête des pères (Sally Teel)
8. Gina (Gina)
9. Le Drôle de chien (Dog Days of Tucson)
10. La Combine (Father's Day)
11. L'Anniversaire de Glenn (The Debate Trip)
12. Le Concours de danse (Snuffkin's In Love)
13. La Fin de tout (Ron Quits)

## Commentaires
Face à des audiences très décevantes dès le départ, le réseau suspend la diffusion et annule la série le 4 avril, après quatre épisodes. Les neuf suivants ont finalement été diffusés à compter du 6 juin.
Dans le dernier épisode, le coproducteur de cette série, Justin Berfield, apparaît en tant que remplaçant pour s'occuper des enfants. Justin Berfield est principalement connu pour avoir interprété Reese dans la série Malcolm.